# Trelldom
A Trelldom norvég black metal zenekar. 1992-ben alakultak Sunnfjordban. Az együttest Gaahl alapította, aki az egyetlen folyamatos tag. Gaahl tagja továbbá a God Seed és Wardruna együtteseknek is, illetve a Gorgoroth korábbi frontembere volt. Három albumot adtak ki, mind a három különböző kiadók gondozásában jelent meg. Az első albumukat a Head Not Found, a másodikat a Hammerheart Records, míg a harmadikat a Regain Records adta ki. Nagyrészt norvég nyelven énekelnek, de angol nyelvű dalaik is akadnak.

## Tagok
- Gaahl – ének
- Valgard – gitár

### Korábbi tagok
- Taakeheim – basszusgitár
- Ole Nic. – dob
- Bjorn I. – gitár (1992-1996)
- Sir – basszusgitár

## Diszkográfia
- Disappearing of the Burning Moon... (demó, 1994)
- Til evighet... (album, 1995)
- Til et annet... (album, 1998)
- Til minne... (album, 2007)